# 吕湖站
呂湖站（韓語：려호역）是朝鮮民主主義人民共和國咸鏡南道乐园郡呂湖里的一個鐵路車站，属于平罗线。

## 邻近车站
平罗线
新中站 - 呂湖站 - 乐园站